# Лашманов, Алексей Леонидович
Алексей Леонидович Лашманов (род. 16 сентября 1964 года, Муя) — российский легкоатлет и тренер по лёгкой атлетике (спорт слепых). Серебряный призер летних Паралимпийских игр 1992 года, участник летних Паралимпийских игр 1996 года. Мастер спорта России международного класса (1993). Заслуженный тренер России (2012).

## Биография
Алексей Леонидович Лашманов родился 16 сентября 1964 года в поселке Муя Баунтовского района Бурятской АССР. Начал заниматься спортом в 1980 году. В 1984 году окончил в Иркутске областную школу-интернат для слепых и слабовидящих детей. В течение своей спортивной карьеры Лашманов был многократным победителем и призёром чемпионатов мира, Европы и России в тройном прыжке среди спортсменов с ограничениями по зрению.
В 1992 году он окончил Санкт-Петербургский государственный педагогический университет им. А. И. Герцена. В 2005 году окончил Санкт-Петербургское медицинское училище № 2 — специализированное отделение по массажу для инвалидов по зрению. Женат. Есть дочь.
Участвовал в эстафете олимпийского огня «Сочи 2014».
Лашманов работает тренером по лёгкой атлетике региональной организации Всероссийского общества слепых г. Санкт-Петербурга. Наиболее известными его воспитанниками являются чемпион Паралимпийских игр 2012 года Денис Гулин и двукратный чемпион Паралимпийских игр 2012 года Фёдор Триколич.

## Личные результаты
| Год  | Соревнования        | Место проведения   | Дисциплина    | Место | Результат |
| ---- | ------------------- | ------------------ | ------------- | ----- | --------- |
| 1992 | Паралимпийские игры | Барселона, Испания | тройной (B2)  | 2     | 13,61 м   |
| 1996 | Паралимпийские игры | Атланта, США       | тройной (F11) | 4     | 13,51 м   |

## Награды и звания
- Почётное звание «Заслуженный тренер России» (2012)[10][11].
- Медаль ордена «За заслуги перед Отечеством» II степени (2013)[12].
- Грамота Олимпийского комитета России.
- Грамота губернатора Ленинградской области.
- Грамота комитета по физической культуре и спорту Ленинградской области.
- Медаль «80 лет Госкомспорту России».
- Медаль «20 лет Федерации спорта слепых».